# Robbie Amell
Robert Patrick Amell, conosciuto come Robbie Amell (Toronto, 21 aprile 1988), è un attore canadese.
È noto per aver interpretato Stephen Jameson nella serie The Tomorrow People, Ronnie Raymond/Firestorm nella serie The Flash, Fred Jones nei film Scooby-Doo! Il mistero ha inizio e Scooby-Doo! La maledizione del mostro del lago e il film The Hunters - Cacciatori di leggende nel ruolo di Paxton Flynn, L'A.S.S.O. nella manica nel ruolo di Wesley Rush e La babysitter nel ruolo di Max. Ha anche avuto ruoli ricorrenti in programmi televisivi come La mia vita con Derek, True Jackson, National Museum - Scuola di avventura e Revenge.

## Biografia
Amell è nato a Toronto, Ontario, figlio di Jo Burden e Rob Amell, che lavorano nel settore della gioielleria. È cugino dell'attore Stephen Amell, protagonista del telefilm Arrow. Insieme alla sorella ha preso parte a vari spot pubblicitari quando aveva sei anni. Ha frequentato la Armour Heights Public School e si è diplomato nel 2006. A 16 anni ha iniziato a recitare in piccoli ruoli al liceo. Si è laureato al Lawrence Park Collegiate Institute a Toronto nel 2012.

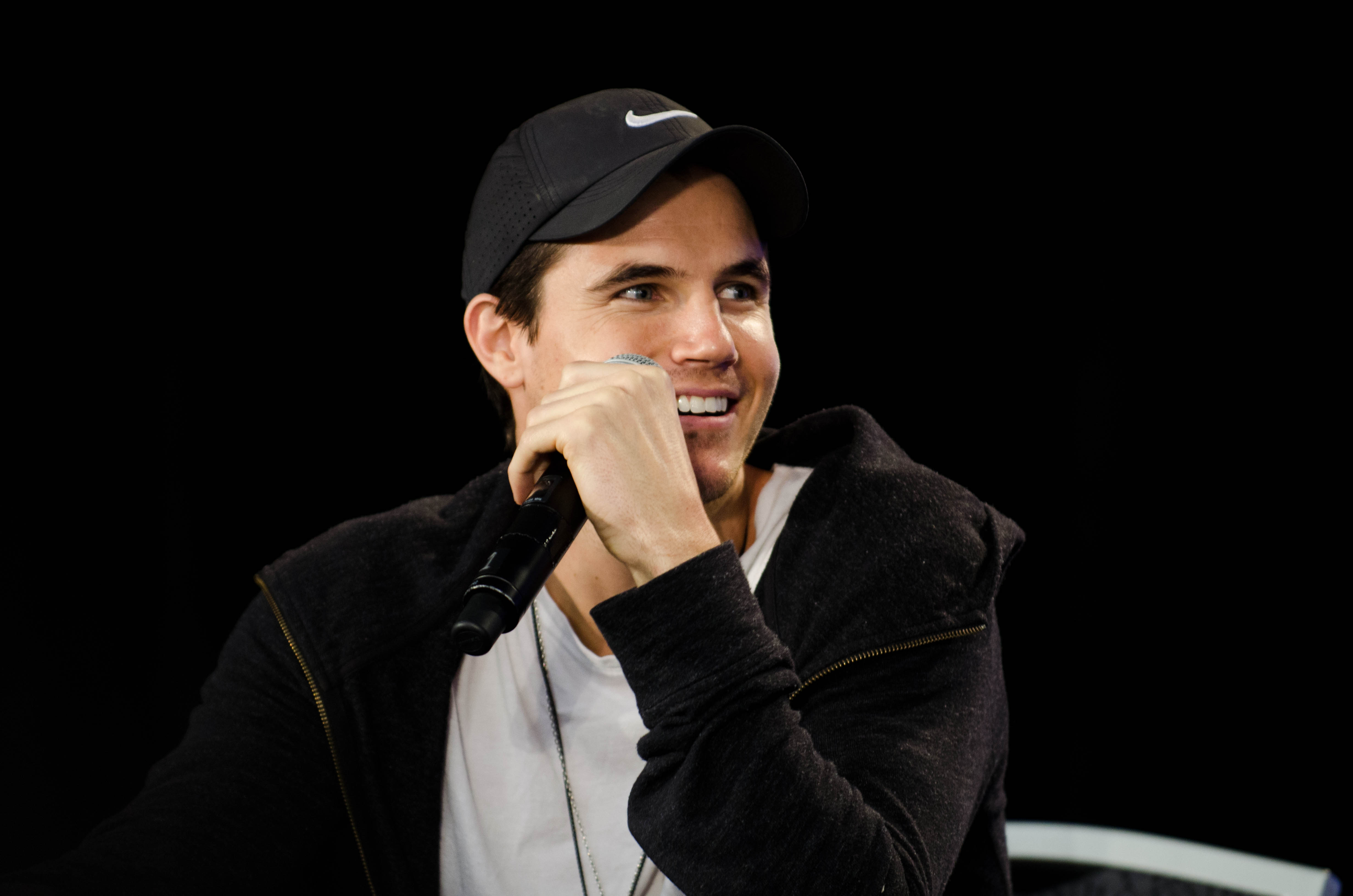
Robbie Amell nel 2015

Ha fatto il suo debutto cinematografico interpretando Daniel Murtaugh, in Il ritorno della scatenata dozzina. Nel 2007 partecipa al film American Pie Presents: Beta House. Nel 2008 recita nel film Se mi guardi mi sciolgo in compagnia di Ashley Tisdale. È anche apparso nel film horror del 2010 Left for Dead. Ha avuto un ruolo in La mia vita con Derek (come fidanzato di Casey, Max).
Nel 2009 è fra i protagonisti del film prequel Scooby-Doo! Il mistero ha inizio nel ruolo di Fred, ruolo che ha ripreso nel seguito dal titolo Scooby-Doo! La maledizione del mostro del lago, uscito nel 2010. Ha avuto un ruolo da guest in un episodio di Alcatraz, serie TV americana sel 2012. Ha impersonato Stephen Jameson nella serie televisiva americana The Tomorrow People e nel 2014 prende parte allo spin-off di Arrow, The Flash nel ruolo di Firestorm alias Ronnie Raymond.
Nel luglio 2015, Amell è stato scelto per la decima stagione di The X-Files come agente dell'FBI Miller. Amell ha recitato insieme a Kevin Spacey e Jennifer Garner nel film commedia Una vita da gatto, uscito il 5 agosto 2016. Nel 2017 Amell ha recitato nel film horror La babysitter con Judah Lewis, Samara Weaving e Bella Thorne nel ruolo di Max. Il film è stato distribuito da Netflix venerdì 13 ottobre. Ha anche recitato e prodotto il film d'azione fantascientifico Code 8, con Stephen Amell co-protagonista e produttore. Nel 2020 riprende il ruolo di Max nel sequel La Babysitter - Killer Queen. Nel 2021 ottiene il ruolo di Chris Redfield nel film reboot Resident Evil: Welcome to Raccoon City, basato alla serie di videogiochi della Capcom, diretto da Johannes Roberts. Nel 2023 partecipa alla stagione 3 della serie TV The Witcher, interpretando l'elfo Galladin.

### Vita privata

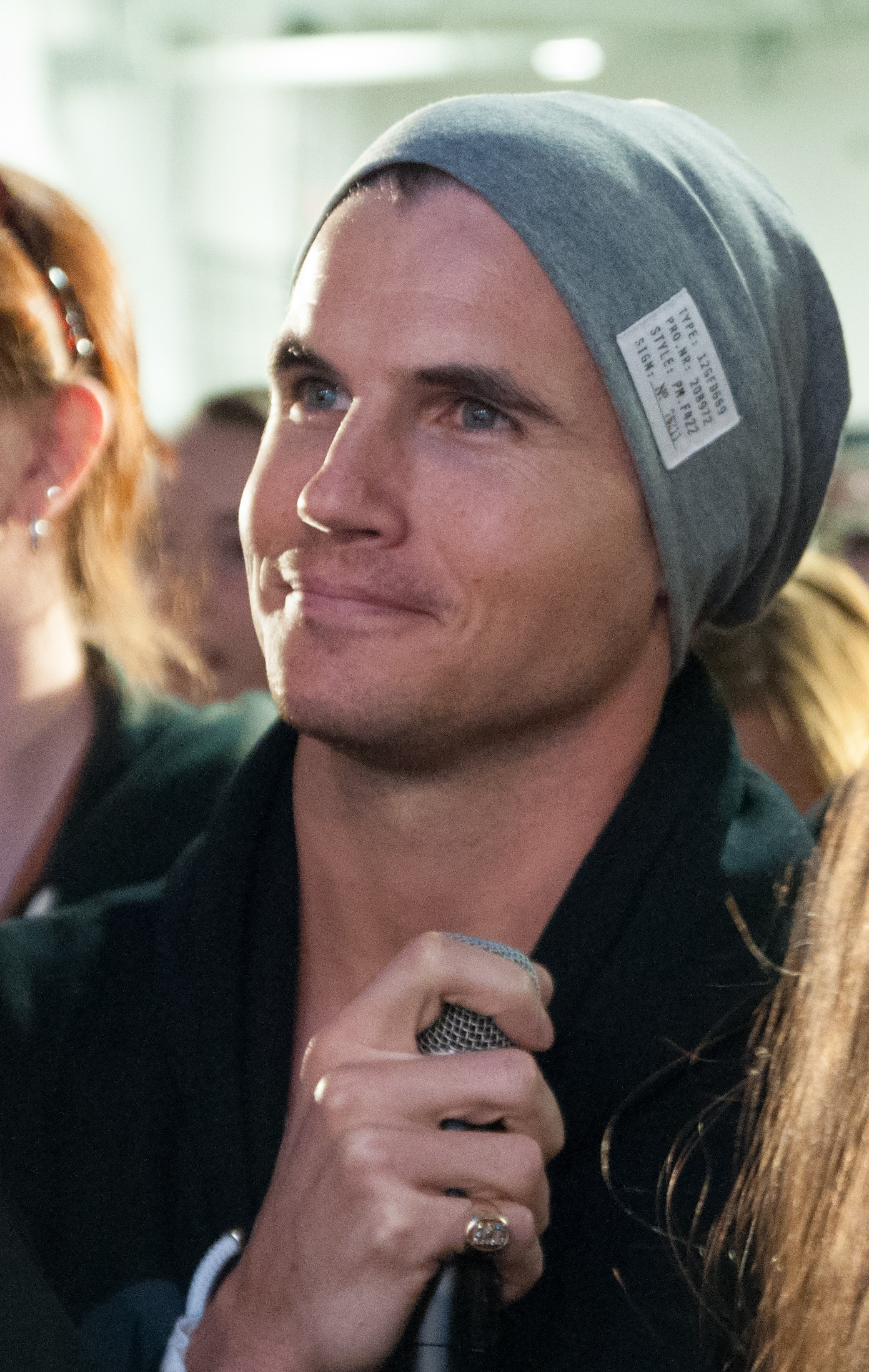
Robbie Amell nel 2016

Amell ha iniziato a frequentare l'attrice Italia Ricci nel luglio 2008. La coppia si è fidanzata il 20 agosto 2014 e si è sposata il 15 ottobre 2016. Hanno dato il benvenuto al loro primo figlio, un maschio, il 12 settembre 2019.
Amell da adolescente è stato fan della squadra di hockey su ghiaccio Toronto Maple Leafs, ma da quando si è trasferito a Los Angeles ha iniziato a tifare per i Los Angeles Kings.

## Filmografia

### Cinema
- Il ritorno della scatenata dozzina (Cheaper by the Dozen 2), regia di Adam Shankman (2005)
- Left for Dead, regia di Christopher Harrison (2007)
- American Pie Presents: Beta House, regia di Andrew Waller (2007)
- Se mi guardi mi sciolgo (Picture This), regia di Stephen Herek (2008)
- The Alyson Stoner Project, regia di Kevin G. Schmidt (2009)
- Struck by Lightning, regia di Brian Dannelly (2012)
- Anatomy of the Tide, regia di Joel Strunk (2013)
- Criminal, regia di Denzel Whitaker – cortometraggio (2014)
- Max, regia di Boaz Yakin (2015)
- L'A.S.S.O. nella manica (The DUFF), regia di Ari Sandel (2015)
- Una vita da gatto (Nine Lives), regia di Barry Sonnenfeld (2016)
- ARQ, regia di Tony Elliott (2016)
- La babysitter (The Babysitter), regia di McG (2017)
- Se ci conoscessimo oggi (When We First Met), regia di Ari Sandel (2018)
- Code 8, regia di Jeff Chan (2019)
- Desperados, regia di LP (2020)
- La babysitter - Killer Queen (The Babysitter: Killer Queen), regia di McG (2020)
- Resident Evil: Welcome to Raccoon City, regia di Johannes Roberts (2021)
- Code 8 - Parte II (Code 8: Part II), regia di Jeff Chan (2024)

### Televisione
- Runaway - In fuga – serie TV, 3 episodi (2006)
- La mia vita con Derek (Life with Derek) – serie TV, 17 episodi (2006-2008)
- I misteri di Murdoch (Murdoch Mysteries) – serie TV, episodio 1x08 (2008)
- True Jackson (True Jackson, VP) – serie TV, 41 episodi (2008-2011)
- Scooby-Doo! Il mistero ha inizio (Scooby-Doo! The Mystery Begins), regia di Brian Levant – film TV (2009)
- Unnatural History – serie TV, 2 episodi (2010)
- Scooby-Doo! La maledizione del mostro del lago (Scooby-Doo! Curse of the Lake Monster), regia di Brian Levant – film TV (2010)
- How I Met Your Mother – serie TV, 2 episodi (2011)
- Brothers & Sisters - Segreti di famiglia (Brothers & Sisters) – serie TV, 1 episodio (2011)
- CSI: NY – serie TV, 1 episodio (2011)
- Hallelujah, regia di Michael Apted – film TV (2011)
- Revenge – serie TV, 4 episodi (2011-2012)
- Like Father, regia di Bill Lawrence – film TV (2012)
- Alcatraz – serie TV, 3 episodi (2012)
- Il nido dei calabroni (Hornet's Nest), regia di Millicent Shelton – film TV (2012)
- Pretty Little Liars – serie TV, episodio 3x09 (2012)
- Hawaii Five-0 – serie TV, episodio 3x04 (2012)
- Hot in Cleveland – serie TV, 1 episodio (2013)
- 1600 Penn – serie TV, 7 episodi (2013)
- Zach Stone Is Gonna Be Famous – serie TV, 8 episodi (2013)
- The Hunters - Cacciatori di leggende (The Hunters), regia di Nisha Ganatra – film TV (2013)
- The Tomorrow People – serie TV, 22 episodi (2013-2014)
- The Flash – serie TV, 9 episodi (2014-2016)
- Modern Family – serie TV, episodio 6x17 (2015)
- X-Files (The X-Files) – serie TV, 3 episodi (2016-2018)
- Una serie di sfortunati eventi (A Series of Unfortunate Events) – serie TV, 3 episodi (2018)
- Upload – serie TV (2020-in corso)
- The Witcher – serie TV, 3 episodi (2023)

## Doppiatori italiani
Nelle versioni in italiano delle opere in cui ha recitato, Robbie Amell è stato doppiato da:
- Marco Vivio in Se mi guardi mi sciolgo, Scooby Doo! Il mistero ha inizio, Scooby Doo! La maledizione del mostro del lago, X-Files, Desperados, The Witcher
- Andrea Mete in The Tomorrow People, L'A.S.S.O. nella manica, Max, Una vita da gatto, Se ci conoscessimo oggi
- Maurizio Merluzzo in True Jackson, VP, Una serie di sfortunati eventi, Upload
- Ruggero Andreozzi in The Hunters - Cacciatori di leggende, Code 8
- Francesco Pezzulli ne La babysitter, La babysitter - Killer Queen, ARQ
- Fabrizio De Flaviis in Revenge, Pretty Little Liars
- David Chevalier in Alcatraz, Il nido dei calabroni
- Daniele Giuliani in CSI: NY
- Marco Benedetti in How I Met Your Mother
- Matteo Liofredi in The Flash
- Stefano Dori in Resident Evil: Welcome to Raccoon City

## Riconoscimenti
- 2015 – Teen Choice Awards[2]
  - Candidatura come miglior attore in un film commedia per L'A.S.S.O. nella manica
  - Candidatura al miglior bacio in un film con Mae Whitman per L'A.S.S.O. nella manica